# Salvatore Curaba
Salvatore Curaba (La Louvière, 27 agosto 1963) è un imprenditore ed ex calciatore belga, di ruolo centrocampista. È presidente de La Louvière, militante in Pro League.

## Biografia
I suoi genitori, di origine siciliana, sono emigrati in Belgio negli anni '50.

## Carriera da calciatore
Dopo aver giocato nelle giovanili del La Louvière, formazione della sua città natale, ha esordito in prima squadra nella stagione1982-1983, giocando per un anno nella seconda divisione belga.
Nel 1983 si trasferisce al Charleroi, altra formazione di seconda divisione, con la quale milita in questa categoria per altri due anni, fino al termine della stagione 1984-1985, conclusasi con una promozione in prima divisione: nella stagione 1985-1986 fa quindi il suo esordio in questa categoria, nella quale gioca anche nella stagione 1986-1987 e nella stagione 1987-1988, per complessive 68 presenze senza reti in questa categoria. Nel corso di queste stagioni, non avendo il campionato belga uno status professionistico Curaba parallelamente all'attività da calciatore ha anche lavorato come programmatore informatico alla SBAI, una società di consulenza ICT di Charleroi. Al termine della stagione 1987-1988 il Charleroi passò ad uno status pienamente professionistico, forzando di fatto Curaba (ed i suoi compagni di squadra) ad abbandonare le rispettive attività lavorative per firmare contratti professionistici: Curaba rifiutò per proseguire la sua carriera in ambito IT Scelse comunque di proseguire l'attività calcistica a livello dilettantistico: dal 1988 al 1990 militò infatti nel La Louvière nella terza divisione belga, mentre nella stagione 1990-1991 vestì la maglia dell'OH Lovanio, squadra di seconda serie. Al termine della retrocessione in terza serie della stagione 1990-1991 abbandona definitivamente l'attività calcistica, anche a causa di alcuni infortuni.

## Attività da imprenditore
Nel 1988 dopo aver lasciato il Charleroi andò a lavorare alla IBS, un'azienda informatica di Bruxelles, nella quale ricoprì diversi ruoli con responsabilità crescenti fino al 1999, anno in cui si licenziò per fondare una sua azienda, la EASI, attiva in ambito di consulenza informatica alle imprese. Nel corso degli anni l'azienda è cresciuta fino ad arrivare ad impiegare 150 dipendenti divisi su 5 sedi, in 3 diverse nazioni (Belgio, Francia e Lussemburgo), per un fatturato annuo di 23 milioni di €.
Nel 2014 ha vinto il premio di miglior datore di lavoro belga dell'anno.